# Aphyodes pilosa
Aphyodes pilosa är en fjärilsart som beskrevs av W. Warren 1907. Aphyodes pilosa ingår i släktet Aphyodes och familjen Uraniidae. Inga underarter finns listade i Catalogue of Life.